# Álex Fernández
Alejandro Fernández Iglesias, surnommé Álex (né le 15 octobre 1992 à Alcalá de Henares, Espagne), est un footballeur espagnol qui joue actuellement au Cadix CF au poste de milieu de terrain. Son grand frère, Nacho, est lui aussi footballeur professionnel.

## Carrière
Il commence sa carrière en junior avec les jeunes du RSD Alcalá. En 2005, il rejoint Real Madrid. 
En juillet 2010, il est appelé aux côtés de quatre coéquipiers par l'entraîneur de l'équipe première, José Mourinho, pour une tournée de pré-saison aux États-Unis. Il fait ses débuts officieux avec le Real Madrid, le 5 août, en match amical contre le Club América, avec à la clé une victoire de 3-2. Son frère, Nacho, fait également ses débuts ce même jour.
Il fait ses débuts avec le Real Madrid Castilla, le 29 août, lors d'un match contre le Coruxo FC, avec à la clé une victoire 3-2 en Segunda División B. Il marque son premier but contre Cerro Reyes le 3 octobre. 
Le 6 mars 2011, il fait ses débuts en équipe première en Liga, en jouant les dernières minutes lors d'une victoire à l'extérieur 3-1 sur le Racing de Santander.
Le 28 août 2013, il est transféré à l'Espanyol Barcelone pour 500 000 €.
Le 18 août 2015, il est prêté à Reading FC.

## Statistiques
| Saison                | Club                  | Championnat           | Championnat | Championnat | Coupe(s) nationale(s) | Coupe(s) nationale(s) | Total | Total |
| Saison                | Club                  | Division              | M.          | B.          | M.                    | B.                    | M.    | B.    |
| 2010-2011             | Real Madrid Castilla  | Segunda División B    | 30+2        | 2+0         | -                     | -                     | 32    | 2     |
| 2010-2011             | Real Madrid           | Liga BBVA             | 1           | 0           | -                     | -                     | 1     | 0     |
| 2011-2012             | Real Madrid Castilla  | Segunda División B    | 31+4        | 1+0         | -                     | -                     | 35    | 1     |
| 2012-2013             | Real Madrid Castilla  | Segunda División      | 32          | 3           | -                     | -                     | 32    | 3     |
| 2012-2013             | Real Madrid           | Liga BBVA             | -           | -           | 1                     | 0                     | 1     | 0     |
| Sous-total            | Sous-total            | Sous-total            | 100         | 6           | 1                     | 0                     | 101   | 6     |
| 2013-2014             | Espanyol Barcelone    | Liga BBVA             | 24          | 0           | 6                     | 0                     | 30    | 0     |
| 2014-2015             | Espanyol Barcelone    | Liga BBVA             | 5           | 0           | 2                     | 0                     | 7     | 0     |
| 2014-2015             | HNK Rijeka (prêt)     | Prva HNL              | 9           | 2           | 2                     | 0                     | 11    | 2     |
| 2015-2016             | Reading FC (prêt)     | Championship          | 8           | 0           | 2                     | 1                     | 10    | 1     |
| Sous-total            | Sous-total            | Sous-total            | 46          | 2           | 12                    | 1                     | 58    | 3     |
| 2016-2017             | Elche CF              | Segunda División      | 34          | 3           | 2                     | 0                     | 36    | 3     |
| Sous-total            | Sous-total            | Sous-total            | 34          | 3           | 2                     | 0                     | 36    | 3     |
| 2017-2018             | Cadix CF              | Segunda División      | 37          | 3           | 5                     | 1                     | 42    | 4     |
| 2018-2019             | Cadix CF              | Segunda División      | 15          | 3           | 3                     | 0                     | 18    | 3     |
| Sous-total            | Sous-total            | Sous-total            | 52          | 6           | 8                     | 1                     | 60    | 7     |
| Total sur la carrière | Total sur la carrière | Total sur la carrière | 232         | 17          | 23                    | 2                     | 255   | 19    |

## Palmarès
- Espagne - 19 ans
  - Championnat d'Europe des moins de 19 ans
    - Vainqueur : 2011.